# Melanoscia oreades
Melanoscia oreades är en fjärilsart som beskrevs av Druce 1893. Melanoscia oreades ingår i släktet Melanoscia och familjen mätare. Inga underarter finns listade i Catalogue of Life.